# Handelsrecht
Das Handelsrecht ist ein Teilgebiet des Zivilrechts, das sich mit dem Recht der Kaufleute beschäftigt.
In der Europäischen Union ist das Handelsrecht in großen Teilen durch Richtlinien harmonisiert. In Deutschland ist das Handelsrecht im Handelsgesetzbuch und seinen Nebengesetzen geregelt.